# Tuzla Jegen Lug Airport
Tuzla Jegen Lug Airport är en flygplats i Bosnien och Hercegovina. Den ligger i den östra delen av landet, 80 km nordost om huvudstaden Sarajevo. Tuzla Jegen Lug Airport ligger 263 meter över havet.